# Bertil Löfberg
Bertil Albert Fredrik Löfberg, född 6 augusti 1923 i Gävle Staffans församling i Gävleborgs län, död 6 juli 1997 i Katarina församling i Stockholm, var en svensk socialdemokratisk politiker och ämbetsman.

## Biografi
Löfberg arbetade som smed och verkstadsarbetare 1941–1946 och utbildade sig vid folkhögskola 1945–1946. Han var ombudsman för Gävleborgs läns distrikt i Sveriges socialdemokratiska arbetareparti (SAP) 1946–1947. Åren 1947–1952 var han först studiesekreterare och sedan förbundssekreterare i Sveriges socialdemokratiska ungdomsförbund, varpå han var förbundsordförande 1952–1958.  Han var också redaktör för tidskriften Frihet 1952–1958. Han var sakkunnig i Finansdepartementet 1958–1962 och statssekreterare i Civildepartementet 1962–1969. Därefter var han konsultativt statsråd (löneminister) 1969–1975 och ledamot för Gävleborgs läns valkrets av riksdagen 1971–1975. Löfberg var landshövding i Västernorrlands län 1975–1989.